# コマンダンテ (お笑いコンビ)
コマンダンテは、かつて吉本興業（東京本社）に所属していたお笑いコンビ。2008年結成、2023年解散。NSC大阪校29期出身。2017年4月に東京進出し、大宮ラクーンよしもと劇場を中心に活動していた。

## メンバー
安田 邦祐（やすだ くにひろ、1983年10月25日 - ）（41歳）
ボケ担当。
大阪府門真市出身。血液型O型。身長183cm。体重65kg。靴のサイズは28cm。
2019年9月8日に一般女性と入籍したことを、2021年1月13日に第一子となる長男が誕生したことを発表。
2021年に防災士資格を取得した。
コマンダンテ解散後の2023年8月24日、芸名を「ファニー」に改名。安田自身が吉本興業のWebサービス「FANY」のヘビーユーザーであることに由来。
2024年6月22日、GAGに加入し、それに伴い芸名を「安田ファニー」に改名した。
石井 輝明（いしい てるあき、1984年10月17日 - ）（40歳）
ツッコミ、ネタ作り担当。
大阪府大阪狭山市出身。血液型B型。身長180cm。体重65kg。靴のサイズは27cm。大阪府立長野高校、桃山学院大学卒業。
コマンダンテ結成以前は、盛山晋太郎（見取り図）とのコンビ「ギター」として活動していた。
コマンダンテ解散後の2023年7月17日、芸名を「石井ブレンド」に改名。水田信二（元和牛）の考案で、石井のコーヒー好きにちなんだもの。
2025年6月6日、小野竜輔（元ダイヤモンド）との新コンビ「CITY」結成を発表。

## 来歴
- 大阪NSC29期生、同期には見取り図、吉田たち、金属バットなどがいる。東京の同期（東京NSC12期生）のジャングルポケット[6]、ジェラードンとも仲が良い。
- 2008年7月結成、翌年のM-1グランプリで初の準決勝進出。
- baseよしもとでプチbメンバー、引き続き5upよしもとでセカンドメンバーとして活動していた期間が約2年間あったが、2011年6月ファーストメンバーに昇格。
- 2017年4月から東京に活動拠点を移し[7]、それ以降はルミネtheよしもと、大宮ラクーンよしもと劇場やよしもと幕張イオンモール劇場でのライブへの出演の他、K-PRO主催のライブなどにも出演している。
- 2022年3月18日に埼玉・市民会館おおみやで開催された「大宮セブンライブ特別編～さようなら市民会館おおみや。こんにちは新メンバー。～」で大宮セブンに加入することが発表された[8]。
- 2023年5月2日、同日をもってコンビを解散することを発表した[9]。5月14日から日本全国15都市を回る漫才ツアーなど多くのスケジュールが控え、収録済みのテレビ番組もあった[注釈 1]中での解散であった[9][11]。両者はコンビ解散後も吉本興業に所属し[12]、石井は「石井ブレンド」名義でピン芸人として活動したのち、2025年6月6日からは小野竜輔（元ダイヤモンド）との新コンビ「CITY」として活動。安田は「ファニー」名義でピン芸人としての活動を経て、2024年6月、メンバーのひろゆき（現・ヒロユキMc-II）の脱退によりトリオからコンビになっていたGAGに加入した[2]。同時に芸名を「安田ファニー」に改名。

## エピソード

### コンビ
- 石井が相方に安田を選んだ理由として、「NSC時代、大喜利の答えが面白かった」「ジンクスとロマリオのネタが似ていた」「シュッとしたコンビを組みたかった」[13]等をあげている。コンビ名の名付け親は石井で、スペイン語で司令官を意味している。
- 石井は元「ジンクス」のメンバー、安田は元「ロマリオ」「お洒落泥棒」のメンバーで、お互い解散後にコマンダンテを結成した。コマンダンテを一度解散（石井は見取り図の盛山晋太郎と「ギター」[14]を組むが解散）したのちに再結成しているが、どちらも石井の判断である。解散した当時を、「数年で売れることをイメージしていたけれど、安田くんは真面目にコツコツタイプだったから、不安になった」と振り返っている。

### 安田
- インテリアデザイン専門学校卒業後にインテリア関係会社に就職、退職してNSCに入学した[15]。
- 持ちギャグは「ぱや〜ん」（右手は開いて挙げて、左手は90°に曲げて挙げる）
- メロちゃんとラムネちゃんという名前の鳥を飼っている。名前の由来はそれぞれ「メロン色だから」「ラムネ色だから」。東京進出の際は、どう連れてきていいかわからなかったため大阪に住む彼女に預かってもらっていた。結婚した現在は都内で一緒に暮らしている。
- かつては長く伸ばした長髪スタイルであったが[16]、お年寄りからの評判が良くないという理由から、黒の短髪になった。
- 相方がイケメンだと言われることに関して、バラエティ番組『冗談騎士』（BSフジ）「ひがみというよりは憧れている」と言い、ボケツッコミ入れ替え漫才でツッコミをした際も石井のVTRを見て参考にした。「長髪時代は（安田も）イケメンだった」[13]というエピソードを石井が頻繁にするため、証明できる様、当時の写真付き身分証（NSC入館証）を常に持っている。
- 広島東洋カープの大ファンである。自身も野球経験者。同じくカープファンである西村真二（コットン）と定期的にカープの魅力を語るトークライブを行っている。トークライブゲストには、毎回カープや野球に詳しくない芸人を呼び、カープのプレゼンをする。東京吉本に所属する広島東洋カープ好きの若手芸人で立ち上げたYouTubeチャンネル（よしもと若鯉部[17]）に部長として出演をしている。
- けん玉が特技である[18]。「タバコをやめてから、けん玉を始めたこともあり、持っていると安心する」という理由で常備している。
- 劇場の合間にギター練習を始めて、自宅で練習せずに2週間でギターが弾ける様になった[19]。

### 石井
- 三人兄弟の末っ子で兄が二人いる。両親が教師であり硬い家庭であったため、お笑いなどを見る機会は少なかったが、高校時代のころからお笑いが好きになりよく見るようになり、桃山学院大学卒業後に高校時代の同級生と一緒にNSCに入学した[13]。
- 『東野・岡村の旅猿 プライベートでごめんなさい…』（日本テレビ）というTV番組好きを公言しており、DVDや放送する番組を視聴していて、「おすすめ旅プラン聞きまくりの旅」企画で番組出演をした。家に帰るととりあえず『旅猿』のDVDを観る、というライフスタイルを数年間行っていた。
- 安田と同じくギターを持っている。単独ライブでは、出囃子にも使用している『空に星が綺麗』の弾き語りを披露した。
- 2019年よしもと男前ブサイクランキングで男前ランキング6位となった。上位メンバーはテレビでの露出が多い中での神セブン入りとなり、相方からは実質1位と言われている。容姿を褒められることが多い。2018年10月12日発売の『王子辞典 The NEW WAVE』にも「カッコイイお笑い界の王子たち」として紹介されている[20]。
- マイペースな性格ゆえ、飲みの席で急に帰る事もある。また、トークライブで相方の安田が話している時に自分のしたい話をする場面もあり、その自由奔放さから相方やファンからは「国民の末っ子」[21]と言われている。
- 寄席で漫才を行う際は眼鏡を掛けていないが視力が悪く、プライベートでは眼鏡を掛けている。
- アイロンヘッドのナポリからの誕生日プレゼントにコーヒーミルをもらったのをきっかけに[22]、カフェ巡りが趣味であると公言しており、自身のトークライブでは観客にコーヒーを振る舞った[23]。Instagramがカフェ紹介化するほど、様々なカフェを巡っていた。カフェブログやカフェYouTubeチャンネルも開設していた。
- 2023年11月、東京都世田谷区若林（松陰神社前）にカフェ「GOODFEELING COFFEE」をオープンした。店で提供されるスイーツに関しては石井はノータッチで、全て石井の妻が作っている。
- 一方で2024年6月2日、見取り図のYoutubeに出演し、これから芸人としてどうするか？との問いには「どうしていったらいいねん？俺が聞きたいわ」と回答する一方、コンビを新たに組むことは現状悩ましい、しかし漫才はやりたい、と語っている。

## 芸風
- 内気なツッコミの石井と内気なボケの安田の淡々としゃべるシュールなしゃべくり漫才が特徴。はちゃめちゃなことを言っているがどこか説得力がある漫才と称されている[24]。
- 多様な漫才の「つかみ」を持っている[25]。他の出演者に合わせてアレンジすることも多い。
- 漫才の「締め言葉」は他の漫才師は主に「もう、ええわ」「いい加減にしろ」「もういいよ」「やめさせてもらうわ」で終わるが、「もういいです」という他の漫才師と異なる特徴的な締め言葉を用いている。

## 賞レースでの戦績

### M-1グランプリ
| 年度             | 結果         | エントリー No. | 会場                | 日程     | 備考                                    |
| ---------------- | ------------ | -------------- | ------------------- | -------- | --------------------------------------- |
| 2008年（第8回）  | 2回戦進出    | 不明           | ヨシモト∞ホール大阪 | 11月7日  | アマチュア時代                          |
| 2009年（第9回）  | 準決勝進出   | 618            | なんばグランド花月  | 12月5日  |                                         |
| 2010年（第10回） | 3回戦進出    | 不明           | 京橋花月            | 11月19日 | 特例シード                              |
| 2015年（第11回） | 3回戦進出    | 712            | よしもと漫才劇場    | 10月26日 |                                         |
| 2016年（第12回） | 準々決勝進出 | 301            | なんばグランド花月  | 11月7日  |                                         |
| 2017年（第13回） | 準々決勝進出 | 3639           | 浅草公会堂          | 11月3日  |                                         |
| 2018年（第14回） | 準々決勝進出 | 2741           | NEW PIER HALL       | 11月6日  |                                         |
| 2019年（第15回） | 3回戦進出    | 3329           | ルミネtheよしもと   | 11月11日 |                                         |
| 2020年（第16回） | 準々決勝進出 | 2725           | NEW PIER HALL       | 11月17日 |                                         |
| 2021年（第17回） | 準々決勝進出 | 2961           | ルミネtheよしもと   | 11月17日 |                                         |
| 2022年（第18回） | 準々決勝進出 | 1924           | ルミネtheよしもと   | 11月12日 | 2回戦敗退後に追加合格し、準々決勝に進出 |

### THE MANZAI
| 年度   | 結果       | 備考                                                   |
| ------ | ---------- | ------------------------------------------------------ |
| 2011年 | 2回戦進出  |                                                        |
| 2012年 | 2回戦進出  |                                                        |
| 2013年 | 認定漫才師 |                                                        |
| 2014年 | 認定漫才師 | 予選サーキットランキング14位でワイルドカード決定戦進出 |

### その他受賞歴
- 2010年 第31回 ABCお笑い新人グランプリ 本選進出
- 2016年 第1回 上方漫才協会大賞 文芸部門賞[31]
- 2016年 第5回 ytv漫才新人賞 優勝[32][33]
- 2016年 第51回 上方漫才大賞 新人賞[34]
- 2017年 第2回 上方漫才協会大賞 特別賞・トータルコーディネイト賞[35]
- 2018年 第48回 NHK上方漫才コンテスト 本選進出[36]
- 2018年 そろそろ にちようチャップリン プレゼンツ お笑い王決定戦2018 グランドチャンピオン大会 出場（敗者復活戦を勝ち上がる）

## 出演番組

### テレビ

#### レギュラー番組
- それゆけ!大宮セブン[37]（テレビ埼玉・BSよしもと、2022年3月22日 - ）

#### 不定期出演番組
- にちようチャップリン （テレビ東京、2017年8月6日初出演）
- 東野・岡村の旅猿 プライベートでごめんなさい…（日本テレビ、2020年6月24日・2021年2月4日 他）関東ローカル※石井のみ出演

#### 過去のレギュラー番組
- やかせて!ソーセージ（毎日放送、2011年8月）金曜日レギュラー
- もってる!? モテるくん（読売テレビ、2013年7月6日 - 9月28日・2014年4月5日 - 2015年6月28日・2014年10月4日 - 2015年3月28日）

#### 単発・ゲスト出演
- 爆笑トライアウト（NHK総合、2009年9月4日）会場審査は6位（433TP）、視聴者投票は2位（1877票）
- オンバト+（NHK総合）戦績1勝1敗 最高409KB
- ジャイケルマクソン（毎日放送、2009年12月16日・2010年8月4日）
- ABCお笑い新人グランプリ（朝日放送、2010年1月11日）
- 千鳥のぼっけぇTV!（GAORA、2010年3月17日・2010年12月11日） VTR出演
- あほやねん!すきやねん!（NHK大阪放送局、2011年6月27日）
- せやねん!（毎日放送、2011年12月17日）
- ぐるぐるナインティナイン『おもしろ荘へいらっしゃい!』（日本テレビ、2012年1月1日）
- 爆笑レッドカーペットザ・トライアル（フジテレビ、2012年10月5日）関東ローカル
- 新春レッドカーペット（フジテレビ、2014年1月1日）キャッチコピーは「ちょっと不思議な空気感」
- 漫才Lovers（読売テレビ、2016年7月31日・2020年11月1日）
- 内村てらす（日本テレビ、2016年11月3日、11月10日）
- THE MANZAI 2016 〜プレマスターズ〜（フジテレビ、2016年12月10日）
- 漫才Loversスペシャル コマンダンテの60分漫才（読売テレビ、2017年2月24日）
- ネプ＆ローラの爆笑まとめ！2017直前スペシャル （TBSテレビ、2017年4月1日）関東ローカル
- ENGEIトライアウト（フジテレビ、2017年5月5日）
- こんなところにあるあるが。 土曜 あるある晩餐会 （テレビ朝日、2017年6月10日）
- 冗談手帖 第37話「コマンダンテ」（BSフジ、2017年8月2日）
- 千原ジュニアの座王（関西テレビ、2019年2月16日・3月9日）
- わらたまドッカ〜ン（NHK Eテレ、2019年5月13日・2021年2月1日・2022年2月7日）
- お笑い演芸館VS.（BS朝日、2021年4月8日）
- いたくろここなのオンとオフ（テレビ埼玉、2021年5月3日・2021年5月10日・2021年5月17日・2021年5月24日）※すゑひろがりずの代役
- MBの俺のドラ1（BS12、2021年7月17日・2021年7月24日・2021年10月23日）※石井のみ出演
- 野田レーザーの逆算（テレビ朝日、2021年12月24日・2022年1月14日・2022年1月21日）※石井のみ出演
- 千鳥のクセがスゴいネタGP新春SP（フジテレビ、2022年1月1日）
- 球辞苑（NHK BS1、2022年1月22日・2023年3月26日）※安田のみ出演
- ぼる塾のいいじゃないキッチン（テレビ朝日、2022年1月26日）※石井のみ出演

### ラジオ
- ハンドレッドレディオ 第2部 コマンダンテのマンスリー番長（MBSラジオ、2011年8月）
- オンスト（YES-fm、月曜日（2013年7月1日 - 2013年9月30日）・水曜日（2014年4月9日 - 2016年3月29日））
- マイナビ Laughter Night （TBSラジオ、2017年5月5日・2017年7月14日）
- ナイツ　ザ・ラジオショー（ニッポン放送、2021年8月31日・2021年12月21日）
- J-WAVE TOKYO MORNING RADIO（J-WAVE、2021年10月14日）※石井のみ出演
- カラフルオセロ（文化放送、2022年1月20日・2022年2月17日）※石井のみ出演
- ミルクボーイの火曜日やないか！（朝日放送ラジオ、2022年3月8日）
- 【えんたの深淵】-コマンダンテ-（Artistspoken、2022年3月13日 - ） - 毎週日曜日22時更新
- ひるどき！さいたま～ず[38]（NHK-FM、2022年3月24日）
- サクラバシ919(ラジオ大阪・ミクチャ、2022年10月4日)※安田のみ出演
- 山崎怜奈の誰かに話したかったこと。（TOKYO FM、2023年1月31日）※石井のみ出演

### Web配信
- かまいったーTV（Twitter、2021年4月29日 ）
- ニューヨーク恋愛市場（ABEMA、2021年12月21日）

## 単独ライブ

### ネタライブ
| タイトル                                                                               | 日程           | 会場                                          |
| -------------------------------------------------------------------------------------- | -------------- | --------------------------------------------- |
| 半身浴                                                                                 | 2009年10月25日 |                                               |
| 工場                                                                                   | 2010年3月21日  |                                               |
| 漫才浴                                                                                 | 2010年8月7日   | 東京・新宿シアターモリエール                  |
| 漫才食べたい                                                                           | 2010年8月17日  | 大阪・baseよしもと                            |
| 単コマン独ダンテLIVE                                                                   | 2011年8月3日   | 大阪・5upよしもと                             |
| 半身浴 2                                                                               | 2011年10月25日 | 大阪・5upよしもと                             |
| ソロソロコマンダンテ                                                                   | 2012年9月25日  | 大阪・5upよしもと                             |
| どーもコマンダンテの東京単独です。ほんとかな？ほんとだよ。                             | 2012年10月8日  | 東京・THEATER BRATS                           |
| ソロ4コマンダンテ                                                                      | 2012年11月30日 | 大阪・5upよしもと                             |
| コマンダンテと石井と安田                                                               | 2013年2月3日   | 大阪・5upよしもと                             |
| こまんだんてーしょん                                                                   | 2013年3月29日  | 大阪・5upよしもと                             |
| relax                                                                                  | 2013年7月24日  | 大阪・5upよしもと                             |
| travel                                                                                 | 2013年10月25日 | 大阪・5upよしもと                             |
| コマンダンテの東京単独です。そんなまさか。そのまさかです。～ネタもトークもコーナーも～ | 2013年11月10日 | 東京・シアターD                               |
| Good job!                                                                              | 2014年2月21日  | 大阪・5upよしもと                             |
| Victory in Osaka                                                                       | 2014年4月3日   | 大阪・5upよしもと                             |
| Happiness!                                                                             | 2014年6月20日  | 大阪・5upよしもと                             |
| forget!                                                                                | 2014年8月8日   | 大阪・5upよしもと                             |
| forget!                                                                                | 2014年8月10日  | 東京・THEATER BRATS                           |
| born!                                                                                  | 2014年10月18日 | 大阪・5upよしもと                             |
| どーもコマンダンテの幕張単独です。～そんなまさか。そのまさかです。～                   | 2014年11月20日 | 千葉・よしもと幕張イオンモール劇場            |
| コマンダンテ2015                                                                       | 2015年1月18日  | 大阪・ABCホール                               |
| コマンダンテ2015                                                                       | 2015年4月18日  | 大阪・よしもと漫才劇場                        |
| コマンダンテ2015                                                                       | 2015年7月4日   | 福岡・あるあるYY劇場                          |
| コマンダンテ2015                                                                       | 2015年7月25日  | 千葉・よしもと幕張イオンモール劇場            |
| コマンダンテ2015                                                                       | 2015年8月1日   | 大阪・よしもと漫才劇場                        |
| コマンダンテ2015                                                                       | 2015年8月23日  | 東京・神保町花月                              |
| 漫才ダンテ                                                                             | 2015年6月30日  | 大阪・道頓堀ZAZA HOUSE                        |
| Comandante Solo Live 7                                                                 | 2016年1月23日  | 大阪・よしもと漫才劇場                        |
| Comandante Solo Live 6                                                                 | 2016年2月21日  | 大阪・よしもと漫才劇場                        |
| Comandante Solo Live 5.5                                                               | 2016年3月27日  | 大阪・よしもと漫才劇場                        |
| Comandante Solo Live 5                                                                 | 2016年4月16日  | 大阪・よしもと漫才劇場                        |
| Comandante Solo Live 4                                                                 | 2016年5月21日  | 大阪・よしもと漫才劇場                        |
| Comandante Solo Live 3.5                                                               | 2016年6月18日  | 大阪・よしもと漫才劇場                        |
| Comandante Solo Live 3                                                                 | 2016年7月31日  | 大阪・よしもと漫才劇場                        |
| Comandante Solo Live 2                                                                 | 2016年9月30日  | 大阪・よしもと漫才劇場                        |
| Comandante Solo Live 1.5                                                               | 2016年10月22日 | 大阪・よしもと漫才劇場                        |
| Comandante Solo Live 1                                                                 | 2016年11月18日 | 大阪・よしもと漫才劇場                        |
| Comandante Solo Live 0                                                                 | 2016年12月20日 | 大阪・よしもと漫才劇場                        |
| コマンダンテコレクションin Spring                                                      | 2016年3月6日   | 東京・神保町花月                              |
| 空に星が綺麗                                                                           | 2016年8月4日   | 東京・ルミネtheよしもと                       |
| 空に星が綺麗                                                                           | 2016年8月22日  | 大阪・なんばグランド花月                      |
| どーもコマンダンテです。東京行きます。ほんとかな？ほんとだよ。                         | 2017年2月17日  | 大阪・よしもと漫才劇場                        |
| どーもコマンダンテです。上京してきました。ほんとかな？ほんとだよ。                     | 2017年4月15日  | 東京・ルミネtheよしもと                       |
| 大宮コマンダンテ                                                                       | 2017年5月20日  | 埼玉・大宮ラクーンよしもと劇場                |
| コマンダンテ単独ライブ2017                                                             | 2017年8月27日  | 愛知・伏見JAMMIN'                             |
| コマンダンテ単独ライブ2017                                                             | 2017年9月3日   | 大阪・大丸心斎橋劇場                          |
| コマンダンテ単独ライブ2017                                                             | 2017年9月23日  | 東京・ルミネtheよしもと                       |
| コマンダンテ単独ライブ ～Revolucion～                                                  | 2017年12月16日 | 東京・東京国際フォーラム ホールC              |
| 結成10周年10都市漫才ツアー                                                             | 2018年5月26日  | 東京・ルミネtheよしもと                       |
| 結成10周年10都市漫才ツアー                                                             | 2018年6月2日   | 広島・広島YMCA国際文化センター                |
| 結成10周年10都市漫才ツアー                                                             | 2018年6月16日  | 新潟・新潟古町えんとつシアター                |
| 結成10周年10都市漫才ツアー                                                             | 2018年7月8日   | 愛知・伏見JAMMIN'                             |
| 結成10周年10都市漫才ツアー                                                             | 2018年7月15日  | 静岡・沼津ラクーンよしもと劇場                |
| 結成10周年10都市漫才ツアー                                                             | 2018年8月4日   | 福岡・福岡市民会館                            |
| 結成10周年10都市漫才ツアー                                                             | 2018年8月12日  | 神奈川・藤沢市民会館                          |
| 結成10周年10都市漫才ツアー                                                             | 2018年8月17日  | 大阪・なんばグランド花月                      |
| 結成10周年10都市漫才ツアー                                                             | 2018年9月24日  | 北海道・ ターミナルプラザことにパトス         |
| 結成10周年10都市漫才ツアー                                                             | 2018年10月16日 | 京都・よしもと祇園花月                        |
| コマンダンテの幕張１dayフェスティバル                                                  | 2018年10月13日 | 千葉・よしもと幕張イオンモール劇場            |
| コマンダンテのスーパーベストネタダンテ                                                 | 2019年3月24日  | 千葉・よしもと幕張イオンモール劇場            |
| コマンダンテ結成11周年11都市漫才ツアー                                                 | 2019年5月4日   | 東京・ルミネtheよしもと                       |
| コマンダンテ結成11周年11都市漫才ツアー                                                 | 2019年5月19日  | 広島・YMCAセンター                            |
| コマンダンテ結成11周年11都市漫才ツアー                                                 | 2019年6月1日   | 福岡・西鉄ホール                              |
| コマンダンテ結成11周年11都市漫才ツアー                                                 | 2019年6月22日  | 愛知・東建ホール                              |
| コマンダンテ結成11周年11都市漫才ツアー                                                 | 2019年7月14日  | 静岡・沼津ラクーンよしもと劇場                |
| コマンダンテ結成11周年11都市漫才ツアー                                                 | 2019年7月20日  | 新潟・長岡市劇場小ホール                      |
| コマンダンテ結成11周年11都市漫才ツアー                                                 | 2019年8月3日   | 大阪・YES THEATER                             |
| コマンダンテ結成11周年11都市漫才ツアー                                                 | 2019年8月15日  | 宮城・日立システムズホール仙台 シアターホール |
| コマンダンテ結成11周年11都市漫才ツアー                                                 | 2019年8月31日  | 神奈川・横須賀市文化会館                      |
| コマンダンテ結成11周年11都市漫才ツアー                                                 | 2019年9月10日  | 北海道・札幌プラザ2・5                        |
| コマンダンテ結成11周年11都市漫才ツアー                                                 | 2019年9月23日  | 京都・よしもと祇園花月                        |
| コマンダンテのスーパーベストネタダンテ2                                                | 2019年7月7日   | 千葉・よしもと幕張イオンモール劇場            |
| コマンダンテのスーパーベストネタダンテ3                                                | 2019年11月3日  | 千葉・よしもと幕張イオンモール劇場            |
| 新ネタ漫才ダンテ                                                                       | 2020年9月4日   | 千葉・ルミネtheよしもと                       |
| コマンダンテのスーパーベストネタダンテ4                                                | 2020年9月25日  | 東京・ルミネtheよしもと                       |
| コマンダンテのスーパーベストネタダンテ5                                                | 2021年2月13日  | 千葉・よしもと幕張イオンモール劇場            |
| コマンダンテのスーパーベストネタダンテ6                                                | 2021年6月9日   | 東京・よしもと有楽町シアター                  |
| コマンダンテ単独ライブ「Payaan」                                                       | 2021年6月18日  | 東京・ルミネtheよしもと                       |
| コマンダンテのスーパーベストネタダンテ7                                                | 2021年9月23日  | 東京・よしもと有楽町シアター                  |
| To.CaN.Me.DaN                                                                          | 2021年12月22日 | 東京・草月ホール                              |
| 新ネタ漫才ダンテ                                                                       | 2022年4月9日   | 千葉・よしもと幕張イオンモール劇場            |
| コマンダンテのスーパーベストネタダンテ8                                                | 2022年4月29日  | 東京・よしもと有楽町シアター                  |

### トークイベント
| 日程   | 日程     | タイトル             | 会場                                      |
| ------ | -------- | -------------------- | ----------------------------------------- |
| 2013年 | 6月4日   | トークダンテ         | 大阪・道頓堀ZAZA HOUSE                    |
| 2013年 | 7月23日  | トークダンテ         | 大阪・道頓堀ZAZA HOUSE                    |
| 2013年 | 8月13日  | トークダンテ         | 大阪・道頓堀ZAZA HOUSE                    |
| 2013年 | 9月17日  | トークダンテ         | 大阪・道頓堀ZAZA HOUSE                    |
| 2015年 | 2月26日  | トークダンテ         | 大阪・B-Square                            |
| 2015年 | 6月30日  | トークダンテ         | 大阪・道頓堀ZAZA HOUSE                    |
| 2017年 | 3月24日  | トークダンテ+        | 京都・よしもと祇園花月                    |
| 2017年 | 5月20日  | トークダンテ         | 埼玉・大宮ラクーンよしもと劇場            |
| 2017年 | 6月16日  | トークダンテ         | 千葉・よしもと幕張イオンモール劇場        |
| 2017年 | 7月21日  | トークダンテ+        | 京都・よしもと祇園花月                    |
| 2017年 | 8月4日   | トークダンテ         | 東京・ヨシモト∞ホール                     |
| 2017年 | 12月22日 | トークダンテ+        | 京都・よしもと祇園花月                    |
| 2018年 | 3月5日   | トークダンテ         | 東京・ヨシモト∞ホール                     |
| 2018年 | 4月20日  | トークダンテ+        | 京都・よしもと祇園花月                    |
| 2018年 | 6月22日  | トークダンテ         | 東京・ヨシモト∞ホール                     |
| 2018年 | 7月8日   | トークダンテ         | 愛知・伏見JAMMIN'                         |
| 2018年 | 10月13日 | トークダンテ         | 千葉・よしもと幕張イオンモール劇場        |
| 2019年 | 1月19日  | トークダンテ+        | 京都・よしもと祇園花月                    |
| 2019年 | 2月28日  | トークダンテ         | 東京・ルミネtheよしもと                   |
| 2019年 | 3月20日  | トークダンテ         | 東京・ルミネtheよしもと                   |
| 2019年 | 4月25日  | トークダンテ         | 東京・ルミネtheよしもと                   |
| 2019年 | 5月30日  | トークダンテ         | 東京・ルミネtheよしもと                   |
| 2019年 | 6月15日  | トークダンテ+        | 京都・よしもと祇園花月                    |
| 2019年 | 7月24日  | トークダンテ         | 東京・ルミネtheよしもと                   |
| 2019年 | 8月3日   | トークダンテ         | 大阪・YES THEATER                         |
| 2019年 | 8月22日  | トークダンテ         | 東京・ルミネtheよしもと                   |
| 2019年 | 9月25日  | トークダンテ         | 東京・ルミネtheよしもと                   |
| 2019年 | 10月29日 | トークダンテ         | 東京・ルミネtheよしもと                   |
| 2019年 | 11月26日 | トークダンテ         | 東京・ルミネtheよしもと                   |
| 2019年 | 12月30日 | トークダンテ         | 東京・ルミネtheよしもと                   |
| 2020年 | 1月12日  | トークダンテ+        | 京都・よしもと祇園花月                    |
| 2020年 | 2月19日  | トークダンテ         | 東京・ルミネtheよしもと                   |
| 2020年 | 6月23日  | トークダンテ         | 東京・ルミネtheよしもと                   |
| 2020年 | 7月23日  | トークダンテ＋       | 京都・よしもと祇園花月                    |
| 2020年 | 7月28日  | トークダンテ         | 東京・ルミネtheよしもと                   |
| 2020年 | 8月24日  | トークダンテ         | 東京・ルミネtheよしもと                   |
| 2020年 | 9月28日  | トークダンテ         | 東京・ルミネtheよしもと                   |
| 2020年 | 11月6日  | トークダンテ＋       | 京都・よしもと祇園花月                    |
| 2020年 | 11月25日 | トークダンテ         | 東京・ルミネtheよしもと                   |
| 2020年 | 12月26日 | トークダンテ         | 東京・ルミネtheよしもと                   |
| 2021年 | 1月27日  | トークダンテ         | 東京・ルミネtheよしもと                   |
| 2021年 | 2月24日  | トークダンテ         | 東京・ルミネtheよしもと                   |
| 2021年 | 3月27日  | トークダンテ in 福岡 | 福岡・よしもと福岡 大和証券／CONNECT 劇場 |
| 2021年 | 3月30日  | トークダンテ         | 東京・ルミネtheよしもと                   |
| 2021年 | 4月27日  | トークダンテ         | 東京・ルミネtheよしもと                   |
| 2021年 | 5月25日  | トークダンテ         | 東京・ルミネtheよしもと                   |
| 2021年 | 6月30日  | トークダンテ         | 東京・ルミネtheよしもと                   |
| 2021年 | 7月26日  | トークダンテ         | 東京・ルミネtheよしもと                   |
| 2021年 | 8月5日   | トークダンテ in 福岡 | 福岡・よしもと福岡 大和証券／CONNECT 劇場 |
| 2021年 | 8月23日  | トークダンテ         | 東京・ルミネtheよしもと                   |
| 2021年 | 9月27日  | トークダンテ         | 東京・ルミネtheよしもと                   |
| 2021年 | 10月29日 | トークダンテ         | 東京・ルミネtheよしもと                   |
| 2021年 | 11月22日 | トークダンテ         | 東京・ルミネtheよしもと                   |
| 2021年 | 12月20日 | トークダンテ         | 東京・ルミネtheよしもと                   |
| 2022年 | 1月24日  | トークダンテ         | 東京・ルミネtheよしもと                   |
| 2022年 | 2月28日  | トークダンテ         | 東京・ルミネtheよしもと                   |
| 2022年 | 3月25日  | トークダンテ+        | 京都・よしもと祇園花月                    |
| 2022年 | 3月29日  | トークダンテ         | 東京・ルミネtheよしもと                   |
| 2022年 | 4月25日  | トークダンテ         | 東京・ルミネtheよしもと                   |
| 2022年 | 5月31日  | トークダンテ         | 東京・ルミネtheよしもと                   |

## 出囃子
- 斉藤和義「空に星が綺麗」